# جون جيبسون (صحفي)
جون جيبسون (بالإنجليزية: John Gibson)‏ هو صحفي أمريكي، ولد في 25 يوليو 1946 في لوس أنجلوس في الولايات المتحدة.

## وصلات خارجية
- جون جيبسون على موقع IMDb (الإنجليزية)
- جون جيبسون على موقع إن إن دي بي (الإنجليزية)
- جون جيبسون على موقع قاعدة بيانات الفيلم (الإنجليزية)